# Kelly Craft
Kelly Craft, född Guilfoil den 24 februari 1962 i Lexington i Kentucky, är en amerikansk diplomat. Mellan 12 september 2019 och 20 januari 2021 var hon USA:s FN-ambassadör.

## Bakgrund och privatliv
Kelly Crafts är dotter till Bobby och Sherry Dale Guilfoil. Fadern var veterinär och aktiv inom demokraterna. Kelly Craft avlade high school-examen i Glasgow 1980 och BA-examen i University of Kentucky fyra år senare.
Hon äger ett företag i Lexington som ger affärsrådgivning.
Craft har varit gift tre gånger. Hennes nuvarande man, Joe Craft, är president och VD till Alliance Resource Partners LP som är USA:s sjunde största företag inom kolbranschen. Paret är aktivt i politik och stödjer republikanska partiet.

## Politisk karriär

### Ambassadör i Kanada
År 2016 utnämnde Donald Trump henne till ambassadör i Kanada. Craft var den första kvinnan på posten.
Crafts ämbetsperiod varade femton månader. Under denna tid flög hon 128 gånger till eller från sin hemort Lexington vilket väckte uppseende med tanke på att resorna var privata. Sammanlagt var hon borta 300 dagar från sin post i Ottawa, vilket utgjorde halva hennes ämbetsperiod. Enligt föreskrifterna får ambassadörer vara borta högst 26 arbetsdagar av personliga skäl. Assistenter på ambassaden berättade att Crafts frånvaro var upprepade och långvariga.

### USA:s FN-ambassadör
Efter att Nikki Haley sagt upp sig som USA:s FN-ambassadör, utnämndes Craft till posten av president Donald Trump. Till skillnad från Haley är Craft inte inbjuden som en del av kabinettet, men oavsett krävde hennes nominering alltjämt senatens godkännande.
Craft avlade ämbetseden den 10 september 2019. Officiellt inleddes tjänsten två dagar senare.